# ريك كول
ريك كول (بالإنجليزية: Rick Cole)‏ هو سياسي أمريكي، ولد في 1953.